# Platja de l'Embarril
La platja de l'Embarril és una platja semiurbana del municipi de Llançà (Alt Empordà) situada en una zona urbanitzada, al sud de la platja de les Carboneres i al nord de la platja del Morer. Té una longitud e 70 m i una amplada mitjana de 8m, formada per grava de color grisós. Les roques dins de l'aigua formen piscines naturals. S'hi accedeix pel camí de ronda.